# ارنستینوو
ارنستینوو (به لاتین: Ernestinovo) یک منطقهٔ مسکونی در کرواسی است که در شهرستان اوسیک-بارانیا واقع شده‌است. ارنستینوو ۳۲٫۳۰ کیلومتر مربع مساحت و ۲٬۱۸۹ نفر جمعیت دارد.